# Кујник (Ориовац)
Кујник је насељено место у саставу општине Ориовац у Бродско-посавској жупанији, Република Хрватска.

## Историја
До територијалне реорганизације у Хрватској налазио се у саставу старе општине Славонски Брод.

## Становништво
На попису становништва 2011. године, Кујник је имао 310 становника.

## Попис1991.
На попису становништва 1991. године, насељено место Кујник је имало 336 становника, следећег националног састава:
| Попис 1991.‍  | Попис 1991.‍  | Попис 1991.‍ | Попис 1991.‍ | Попис 1991.‍ |
| ------------ | ------------ | ----------- | ----------- | ----------- |
|              |              |             |             |             |
| Хрвати       | Хрвати       |             | 298         | 88,69%      |
| Срби         | Срби         |             | 28          | 8,33%       |
| Муслимани    | Муслимани    |             | 1           | 0,29%       |
| Црногорци    | Црногорци    |             | 1           | 0,29%       |
| неопредељени | неопредељени |             | 8           | 2,38%       |
| укупно: 336  |              |             |             |             |